# Happy wake up!
『Happy wake up!』（ハッピー・ウェイク・アップ）は、日本の女性歌手、観月ありさの7枚目のシングル。
品番：CODA-474

## 解説
- トラックタイトルではなく、アルバムタイトルの正式表記は全小文字の『happy wake up!』である。
- 自身が出演した味の素「クノール カップスープ」のCMソング。
- シングルでは「TOO SHY SHY BOY!」以来の小室哲哉による楽曲。観月が「ライブで盛り上がる曲」を小室にお願いして完成された。
- コマーシャルありきで動画も既に完成していたため、スポンサーからは「『朝でハッピー』をテーマにしてください」と要請された。小室は「非常に厳しい制約だったが、『寧ろ余計な拡大解釈が無くなっていいんじゃないか』と思った途端、シリアスな言葉が出ずにスムーズに歌詞が書けた」と振り返り[2]、総合的なコンセプトを「ティーンエイジャーのテーマソング」とした[3]。
- 累計34万枚超えのヒット。
- 自身のオリコンシングルチャート最高位（3位）を記録。

## 収録曲
1. Happy wake up!
作詞・作曲：小室哲哉　編曲：小室哲哉、久保こーじ
クノール カップスープ CMソング。
2. Close to you
作詞・作曲：小室哲哉　編曲：久保こーじ
3. Happy wake up! オリジナル・カラオケ

## 収録アルバム

### Happy wake up!
- ARISA III LOOK
- ARISA'S FAVORITE ～T.K.SONGS～
- FIORE II Alisa Mizuki Best Song Collection
- HISTORY〜ALISA MIZUKI COMPLETE SINGLE COLLECTION〜
- VINGT-CINQ ANS

### Close to you
- ARISA'S FAVORITE ～T.K.SONGS～
- FIORE II Alisa Mizuki Best Song Collection